# American walking pony
L'American walking pony (en français : poney de marche américain) est une race de poneys de selle américaine.

## Dénomination
D'après l'écrivain Giacomo Giammatteo, le nom de cette race de chevaux s'écrit, en anglais, American walking pony, avec une seule initiale en lettre majuscule, dans la mesure où cette race est nommée d'après l'Amérique.

## Histoire
La race est créée par le secrétaire exécutif américain Joan Hudson Brown en 1968, à partir de croisements entre le Tennessee Walker et des Poneys Welsh,,. La stabilisation de la race demande plusieurs années, puis s'oriente vers un type Arabe, avec des allures confortables. En 2007, le stud-book de la race restait ouvert aux apports de sang extérieurs.

## Description
D'après Bonnie Lou Hendricks (2007, université de l'Oklahoma) et l'ouvrage de CAB International (2016), il doit toiser moins de 1,42 m pour être admis dans le standard de sa race. Le guide Delachaux précise une fourchette de 1,20 m à 1,42 m.
La tête, de profil rectiligne, est assez petite et réputée bien ciselée. Les yeux sont bien écartés l'un de l'autre, et montrent souvent la sclérotique blanche. Son encolure arquée est longue et musclée, son poitrail large. Les épaules sont inclinées et longues. L'arrière-main est bien musclée, avec une queue attachée haut. 
La couleur de robe est unie, mais toutes sont théoriquement possibles.
Ce poney possède plusieurs allures supplémentaires en plus du pas, du trot et du galop : le Pleasure Walk, une marche amblée confortable ;  le Merry Walk, plus rapide ; le slow gait et le rack. 
La sélection porte sur la recherche d'un type arabe, et des allures confortables venant en remplacement du trot.

## Utilisations
Il est essentiellement utilisé comme poney de selle. C'est un bon sauteur présent en shows, en compétitions d'allures, en équitation western et en équitation hunter dans les catégories poney. De par ses qualités d'allures, il est apprécié comme cheval de loisir.

## Diffusion de l'élevage
C'est une race native américaine, propre aux États-Unis, et notamment à l'État de Géorgie. 
L'étude menée par l'université d'Uppsala, publiée en août 2010 pour la FAO, signale l' American Walking Pony comme une race locale nord-américaine dont le niveau de menace est inconnu. La base de données DAD-IS n'indique aucun niveau de menace (2018).